# Багра (село)
Багра (болг. Багра) — село в Болгарии. Находится в Кырджалийской области, входит в общину Кырджали. Население составляет 83 человека.

## Политическая ситуация
В местном кметстве Скална-Глава, в состав которого входит Багра, должность кмета (старосты) исполняет Али Исмаил Али (Движение за права и свободы (ДПС)) по результатам выборов.
Кмет (мэр) общины Кырджали — Хасан Азис (Движение за права и свободы (ДПС)) по результатам выборов.